# Irek Grin
Irek Grin, właśc. Ireneusz Julian Grin (ur. 1969 w Żarach) – polski pisarz, fotograf, wydawca, menedżer kultury.

## Życiorys
Autor m.in. cyklu książek sensacyjno-szpiegowskich: Szerokiej drogi, Anat i Szkarłatny habit. Jeden z założycieli oraz prezes Stowarzyszenia Miłośników Kryminału i Powieści Sensacyjnej „Trup w szafie”. Pomysłodawca, współtwórca i w latach 2004–2007 juror Nagrody Wielkiego Kalibru dla najlepszej polskiej książki kryminalnej lub sensacyjnej, przyznawanej co roku w czasie Międzynarodowego Festiwalu Kryminału, którego Grin jest pomysłodawcą i dyrektorem.
Dyrektor programowy Festiwalu Czesława Miłosza we Wrocławiu (11–15 maja 2011), który odbył się w ramach obchodów Roku Czesława Miłosza.
Twórca i pomysłodawca Festiwalu im. Brunona Schulza we Wrocławiu (14–18 listopada 2012, druga edycja pod nazwą Bruno Schulz Festiwal odbyła się w dniach 20–24 listopada 2013).
Pomysłodawca projektu Miłość we Wrocławiu, którego efektem był tom opowiadań pod tym samym tytułem (Wydawnictwo EMG, Kraków 2011). Producent obchodów Jubileuszu 70. urodzin Ryszarda Krynickiego (26–28 czerwca 2013 w Krakowie).
Redaktor prowadzący serię Polska Kolekcja Kryminalna oraz serię poetycką w Wydawnictwie EMG. Wydawca m.in. Gai Grzegorzewskiej, Marcina Świetlickiego, Marcina Barana, Edwarda Pasewicza.
Od maja 2013 r. pełnił funkcję kuratora Europejskiej Stolicy Kultury Wrocław 2016 odpowiedzialnego za priorytet literatura i czytelnictwo. Koordynator obchodów Światowej Stolicy Książki UNESCO – Wrocław 2016-2017.
Od 2017 roku juror Literackiej Nagrody Europy Środkowej „Angelus”. Od kwietnia 2018 dyrektor Wrocławskiego Domu Literatury.
Przewodniczący Rady Fundacji Olgi Tokarczuk.
Mieszka w Krakowie.

## Twórczość
- 2002 – Szerokiej drogi, Anat[11]
- 2002 – Pamiętnik diabła[12]
- 2003 – Ze złości[13]
- 2004 – Ich Miasto (współaut. z Anis D. Pordes)[14]
- 2004 – Szkarłatny habit[15]
- 2005 – opowiadanie Bezpański pies w zbiorze Trupy polskie[16]
- 2005 – opowiadanie Wieczerza wigilijna w zbiorze Opowieści wigilijne
- 2007 – Pan Szatan[17]
- 2009 – Orchidea (współautor z Gają Grzegorzewską i Marcinem Świetlickim, Wydawnictwo EMG)[18]

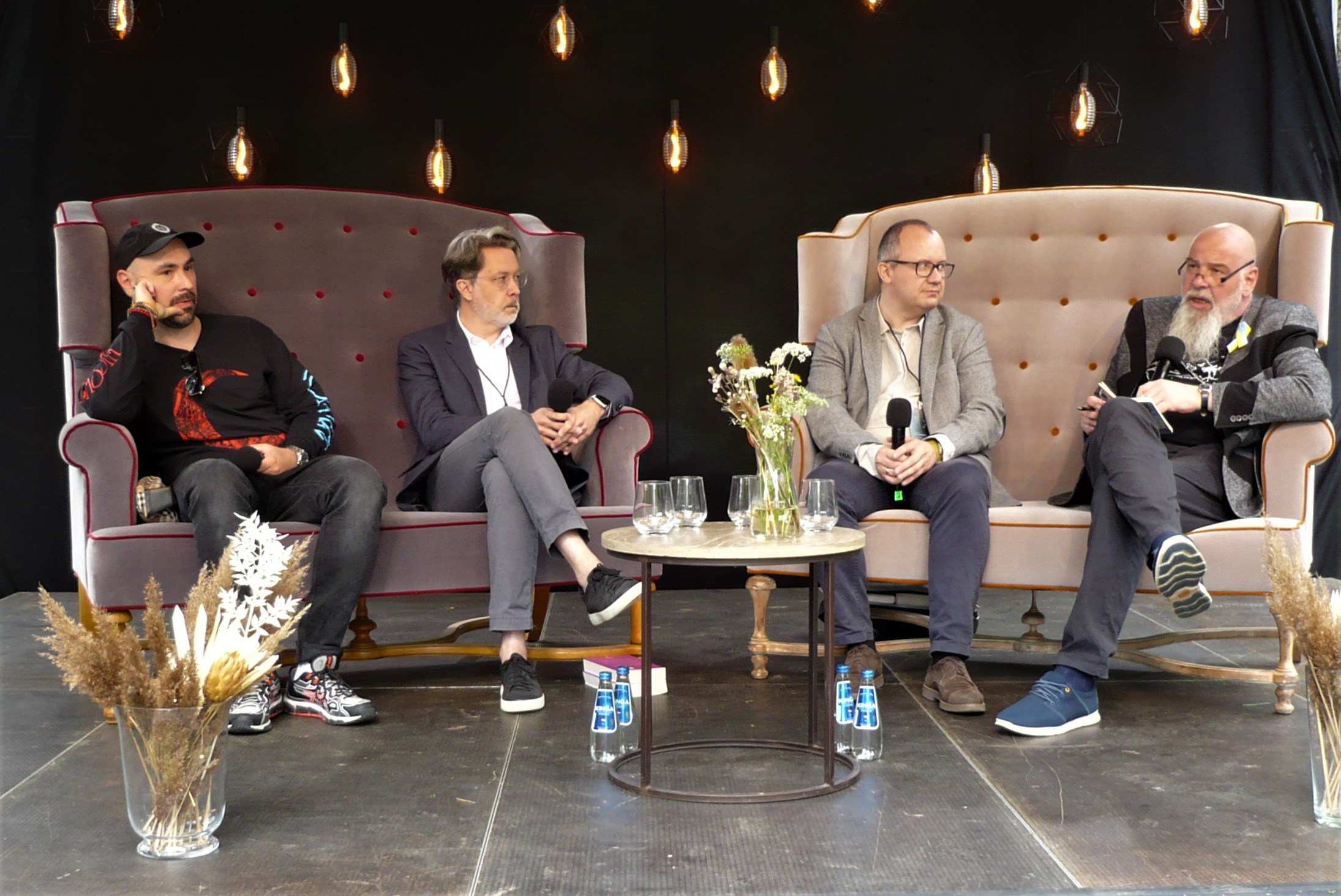
J. Żulczyk, M. Rusinek, A. Bodnar
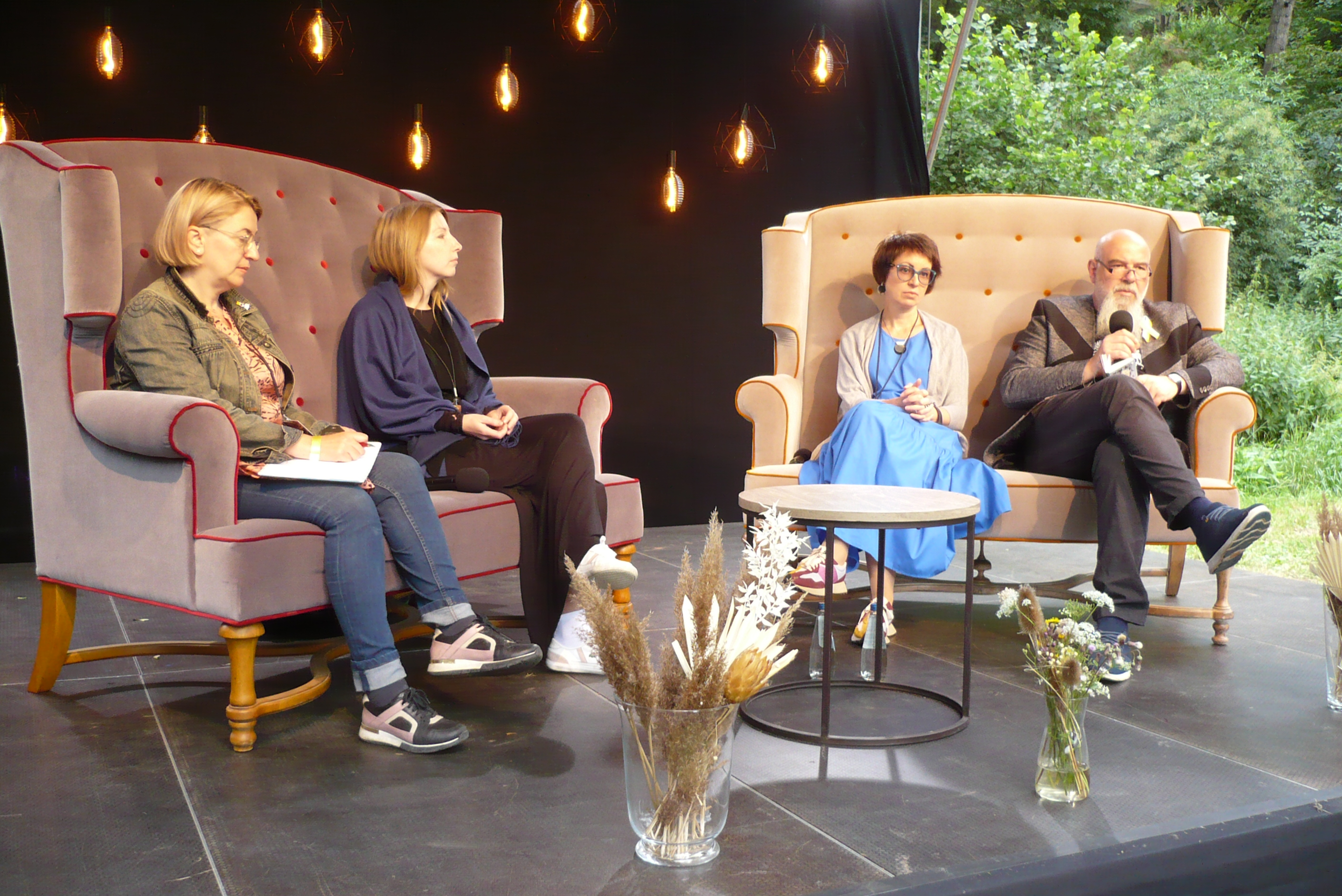
I. Grin, N. Śniadanko, W. Ameliną (2022)
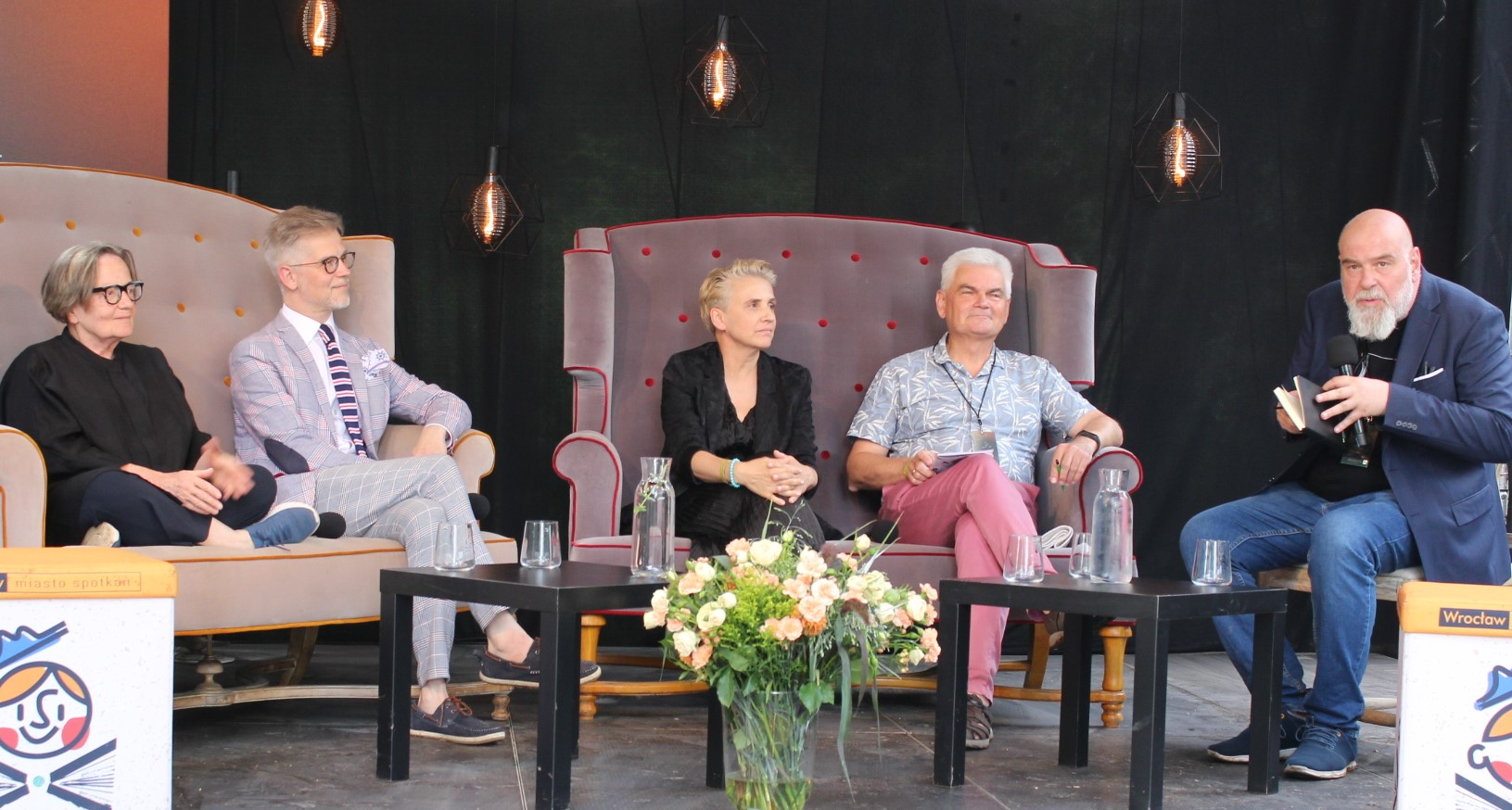
A. Holland, J. Dehnel, J. Scheuring-Wielgus, E. Bendyk
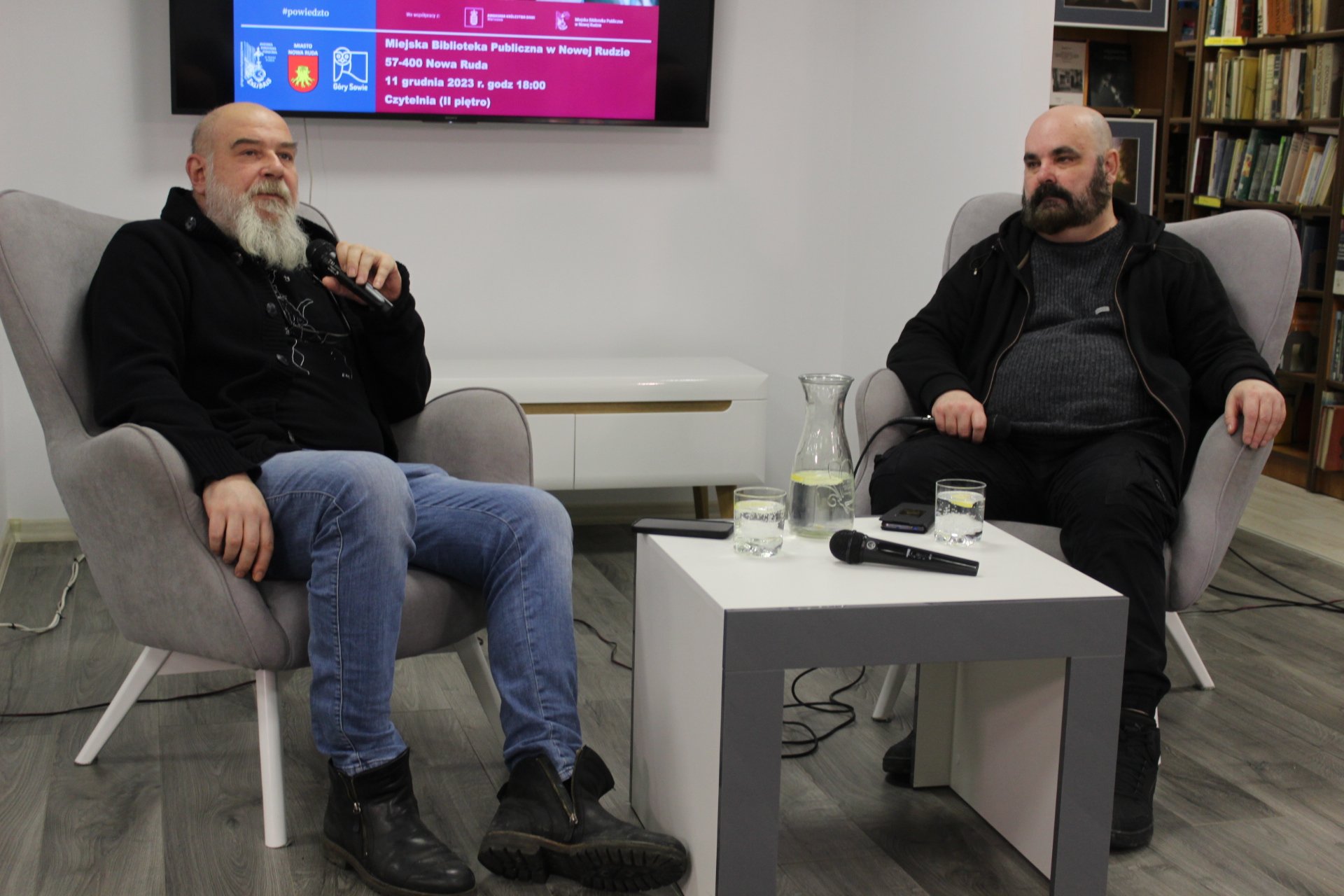
Irek Grin z Edwardem Pasewiczem (2023)
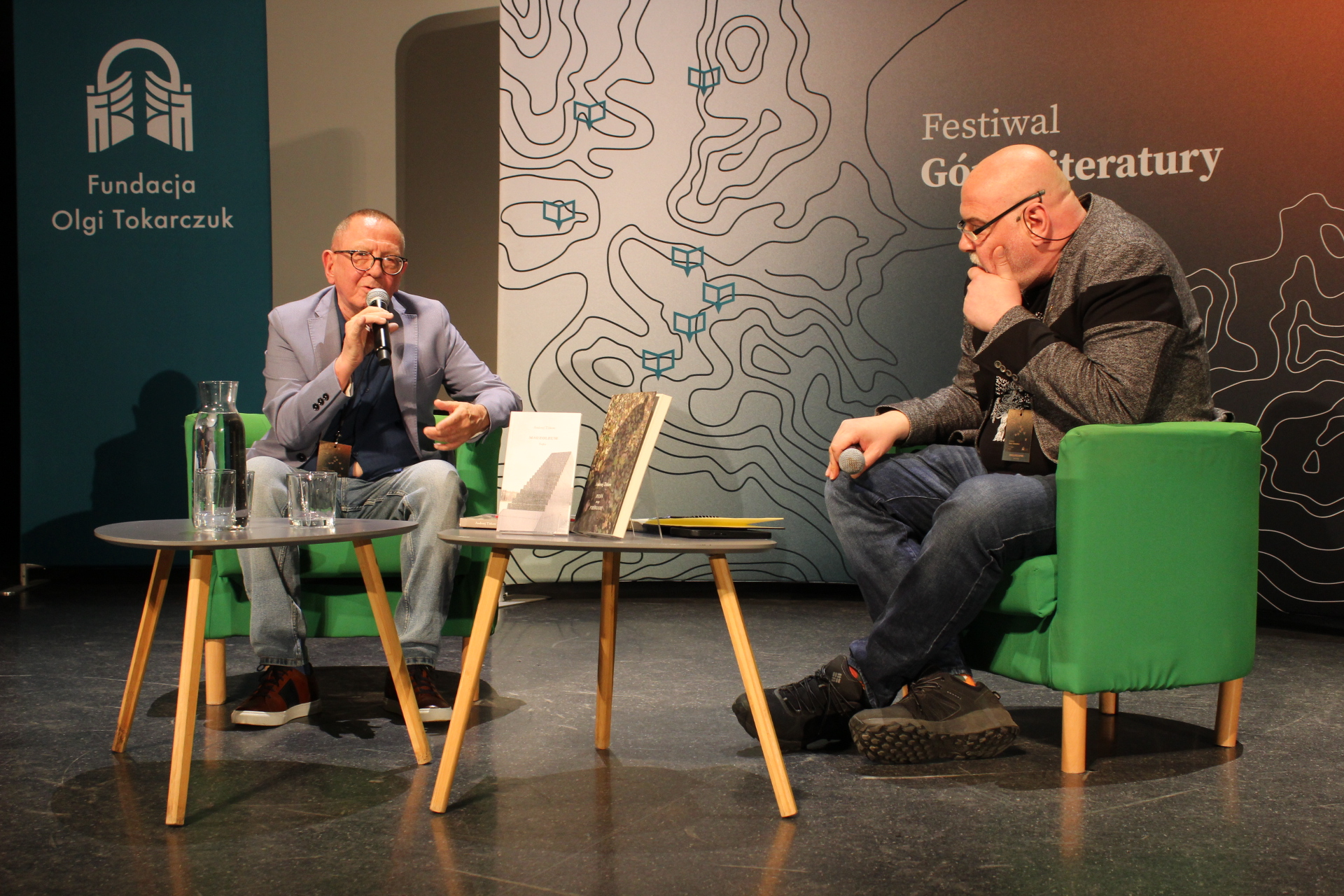
I. Grin z Andrzejem Titkowem (2024)
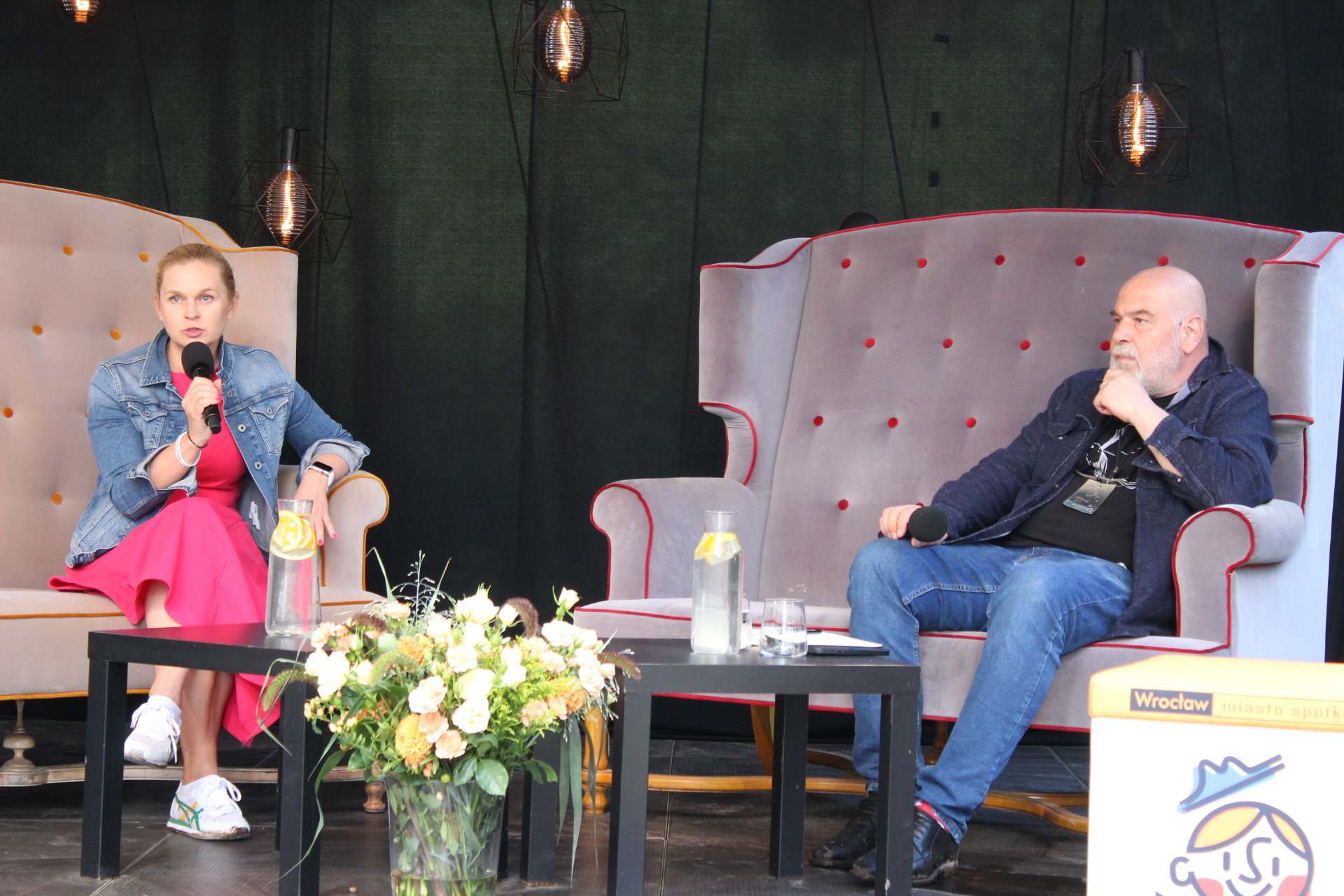
Barbara Nowacka, Irek Grin (2024)
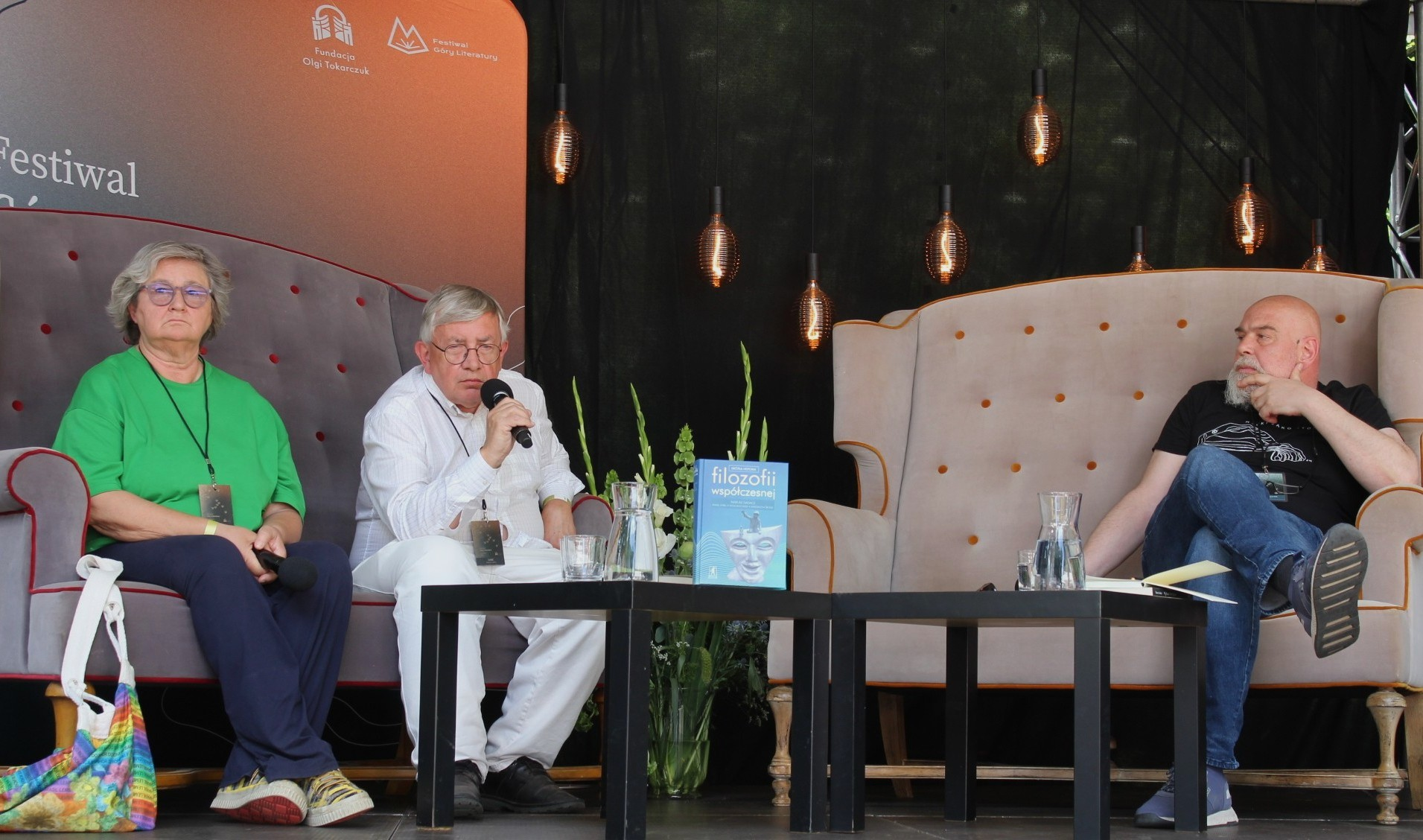
Magdalena Środa, Tadeusz Gadacz